# Церковь Святого Павла (Висагинас)

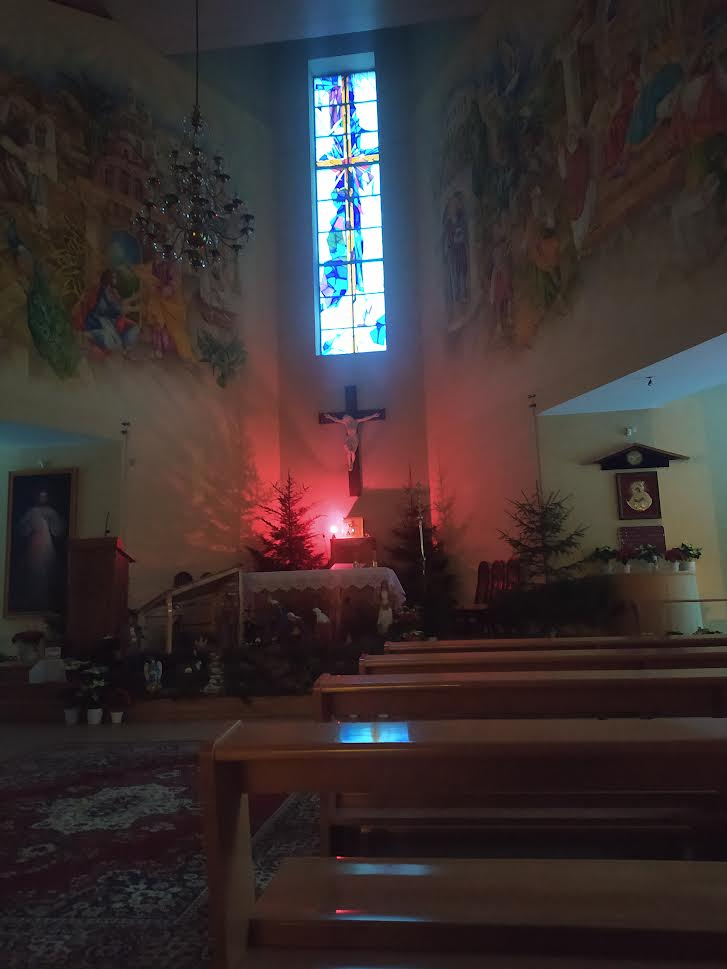
Интерьер церкви

Церковь Святого апостола Павла (лит. Visagino Šv. apaštalo Pauliaus bažnyčia) — католический храм в городе Висагинас Утенского уезда Литвы. Освящён во имя святого апостола Павла. Входит в состав Игналинского деканата архиепархии Вильнюса. Служба ведётся на литовском и польском языках. Официально католический приход в Висагинасе был образован в 1989 году, тогда служба велась в небольшой часовне располагавшейся в зале политехнической школы. В 1992 году часовня была перенесена в здание местного самоуправления, а в 1998 году, примерно, 300 м от северо-восточного берега Висагинского озера, была построена нынешняя церковь.
Служба ведётся по:
- вторникам и четвергам, начиная с 18:00 (на литовском языке);
- средам и пятницам, начиная с 18:00 (на польском языке);
- воскресеньям, начиная с 10:00 (на польском языке), и с 12:00 (на литовском языке)[1].